# The Style Council
The Style Council era una banda anglesa formada en 1983 per Paul Weller, el cantant anterior, compositor, i guitarrista del grup punk rock /new wave / mod revival, The Jam i el teclista Mick Talbot, anteriorment membre de Dexys Midnight Runners, The Bureau i The Merton Parkas. La banda va permetre Weller d'agafar una direcció més soul a la seva música.
L'alineació permanent s'amplià per incloure el bateria Steve White i la llavors xicota d'en Weller, la vocalista Dee C. Lee. Altres artistes com Tracie Young, Tracey Thorn (Everything but the Girl), i el bateria-percussionista Steve Sidelnyk (Madonna, Seal, Richard Ashcroft) també actuaren i col·laboraren amb el grup. Igual que amb la banda anterior de Weller, la majoria dels èxits del grup de base en Londres s'aconseguiren a la seva terra natal, on van aconseguir set impactes en el Top 10. La banda també hi havia col·locat singles i àlbums dins de llistes de vendes d'Austràlia i Nova Zelanda durant els 1980s.

## Història
La banda va ser fundada a principis de 1983 per Paul Weller i inicialment va consistir solament en ell mateix i en Mick Talbot, triat per Weller perquè "comparteix el meu odi al mite del rock i la cultura del rock La banda va mostrar una diversitat d'estils musicals. Els singles "Speak Like a Child" (amb el seu estil fortament influenciat pel Soul), el funk intens de "Money-Go-Round", i la ballada tecno-pop "Long Hot Summer", van acreditar Talbot en teclats i orgue. Prop de finals de 1983, aquestes cançons van ser compilades en Introducing The Style Council, un mini-àlbum llançat inicialment al Japó, els Països Baixos, Canadà i els Estats Units només. La versió holandesa va ser fortament importada al Regne Unit.
En 1984, el senzill "My Ever Changing Moods", amb suport de l'orgue Hammond "Mick's Company", va assolir No. 29 en la llista de Billboard "Hot 100" en els EUA. La cançó continua sent el major èxit de Weller als Estats Units (incloent els seus esforços en The Jam i com a artista en solitari), mentre que el grup va aconseguir el màxim èxit al Regne Unit amb l'àlbum de 1985 Our Favorite Shop. La banda va tocar a Nova York el maig de 1984.
El desembre de 1984, Weller va formar un grup de caritat anomenat Council Collective per fer un disc, "Soul Deep", inicialment per recaptar diners per als miners en vaga i posteriorment també per a la família de David Wilkie. El disc va comptar amb The Style Council i una sèrie d'altres intèrprets, especialment Jimmy Ruffin i Junior Giscombe. Malgrat el contingut polític de la cançó, va sonar en les ones de la ràdio BBC Radio 1 i es va interpretada en el programa Top of the Pops.
The Style Council va adoptar un enfocament més abruptament polític que The Jam en les seves lletres, amb temes com "Walls Come Tumbling Down!", "The Lodgers" i "Come To Milton Keynes", sent atacs deliberats sobre el "Middle England" (classe mitjana conservadora) i els principis del Tatcherisme prevalents en els anys vuitanta. Durant aquest període, Weller va ser també músic en la formació de la Falca Roja amb Billy Bragg. Més endavant va dir que això va començar a minvar la importància de la música: "Estàvem involucrats amb moltes coses polítiques en aquest moment. Crec que després d'un temps això enterbolí una mica la música".
El 1986, la banda va llançar un àlbum en viu, Home and Abroad, i el 1987 va llançar The Cost of Loving, seguit a finals de l'any pel senzill "Wanted" de l'àlbum, que va aconseguir el número 20 en el Regne Unit. No obstant això, Confessions of a Pop Group, publicat un any més tard, es va vendre malament. Això va portar al segell discogràfic de la banda Polydor a rebutjar el seu àlbum final (Modernism: A New Decade), que va ser influenciat per l'escena de la música House. Un gran àlbum d'èxits anomenat The Singular Adventures of The Style Council va ser llançat internacionalment en 1989; incloïa el single sense àlbum "Promised Land", que havia arribat al número 27 al Regne Unit a principis d'aquest any.
El 1989, els membres de The Style Council van passar sota el nom de "King Truman" per llançar un single amb la discogràfica Acid Jazz titulat "Like A Gun". Això era desconegut per Polydor, i el single va ser retirat de les botigues tres dies abans del llançament. El fundador d'Acid Jazz Eddie Piller, va dir: "La parella es va oferir a fer una obra pel meu nou segell, que acabava de començar amb el DJ de Radio 1 Gilles Peterson com a projecte lateral. Talbot i Weller van triar els pseudònims Truman King i Elliott Arnold."

Style Council es va separar el 1989. Quant a la ruptura, Paul Weller va dir (el 1990):
| « | És una cosa que hauríem d'haver fet fa dos o tres anys. Hem creat una gran música en el nostre temps, els efectes no seran apreciats durant algun temps. | » |

La versió de cover de "Promised Land" (originalment per Joe Smooth) va ser l'únic llançament que va aparèixer a partir de les sessions de Modernisme en aquell moment; No obstant això, l'àlbum complet va ser llançat el 1998, tant de forma independent com en un conjunt de 5 CD, The Complete Adventures of The Style Council. Després de la divisió, Weller es va embarcar en una reeixida carrera en solitari (que va comptar amb Steve White a la bateria, que havia deixat The Style Council en el moment en què es va estrenar Confessions of a Pop Group, havent tocat només en algunes de les seves pistes). Talbot i White van llançar dos àlbums com Talbot / White-United States of Mind (1995) i Off The Beaten Track (1996). Talbot i White formaren The Players amb Damon Minchella i Aziz Ibrahim. White i Minchella van passar a formar el Trio Valore mentre Talbot va fer tour de concerts amb Candi Staton el 2009.
Totes les estrenes del Regne Unit del The Style Council (incloent singles, "maxis 12", àlbums, discs compactes i reedicions d'aquests) incloïen el treball del dissenyador gràfic Simon Halfon, que sovint col·laborava amb Weller per perfeccionar les seves idees en forma gràfica. Halfon va començar a treballar al final de la carrera de The Jam i continuà treballant en el material solista de Weller.

## Discografia

### Àlbums

#### d'Estudi
| Any  | Detalls d'àlbum                                  | Posicions cimeres de gràfic | Posicions cimeres de gràfic | Posicions cimeres de gràfic | Posicions cimeres de gràfic | Posicions cimeres de gràfic | Posicions cimeres de gràfic | Posicions cimeres de gràfic | Certificacions (llindars de vendes) |
| Any  | Detalls d'àlbum                                  | Regne Unit                  | AUS                         | AUT                         | NLD                         | NZ                          | SWE                         | EUA                         | Certificacions (llindars de vendes) |
| ---- | ------------------------------------------------ | --------------------------- | --------------------------- | --------------------------- | --------------------------- | --------------------------- | --------------------------- | --------------------------- | ----------------------------------- |
| 1983 | Introducing The Style Council                    | —                           | 29                          | —                           | —                           | 6                           | —                           | 172                         |                                     |
| 1984 | Café Bleu (Títol EUA: My Ever Changing Moods)    | 2                           | 27                          | —                           | 16                          | 6                           | 41                          | 56                          | - RU: Or                            |
| 1985 | Our Favorite Shop (Títol EUA: Internationalists) | 1                           | 5                           | 23                          | 11                          | 6                           | 30                          | 123                         | - RU: Or                            |
| 1987 | The Cost of Loving                               | 2                           | 24                          | —                           | 23                          | 35                          | 46                          | 122                         | - RU: Or                            |
| 1988 | Confessions of a Pop Group                       | 15                          | 60                          | —                           | —                           | —                           | —                           | 174                         | - RU: Plata                         |
| 1998 | Modernism: A New Decade (Enregistrat 1989)       | —                           | —                           | —                           | —                           | —                           | —                           | —                           |                                     |

#### En Viu
- Home and Abroad (1986) Cap. 8 Regne Unit, No. 59 Austràlia (Kent Music Report)[7]
- The Style Council in Concert (1998)[3]

#### Recopilació
Moltes compilacions han estat publicades, encara que no totes han estat publicades amb el consentiment de la banda. Moltes d'elles presenten un text de color taronja sobre un fons blanc amb una imatge de la banda, normalment una de 1987 que mostra els quatre membres (com la que es troba a la portada nord-americana de The Cost of Loving).
- The Singular Adventures of The Style Council – Greatest Hits Vol. 1 (1989) n. 3 Regne Unit
- Headstart for Happiness
- Here's Some That Got Away (1993) n. 39 Regne Unit (Rareses)
- The Style Council Collection (1996) n. 60 Regne Unit
- Extracts From the Complete Adventures of The Style Council (1996)
- Master Series (1997)
- The Complete Adventures of The Style Council (caixa conjunt de 5 #CD) (1998) (Box-set de més material enregistrat per Style Council)
- Classic Style Council – The Universal Masters Collection (1999) (impactes més Grans)
- Greatest Hits (2000) n. 28 Regne Unit
- The Collection (2001) (impactes més Grans)
- The Best of The Style Council – Superstar Collection (2001)
- Cafe Blue – The Style Council Cafe Best (2002)
- The Best of The Style Council – The Millennium Collection (20th Century Masters) (2003)
- The Sound of The Style Council (2003)
- The Ultimate Collection (3 CD) (2004)
- Gold (2 CD) (2006)
- Sweet Loving Ways – The Style Council Collection (2 CD) (2007)
- Shout To the Top - The Collection (2013)

### Singles
| Any  | Títol                                                             | Posicions cimeres de gràfic | Posicions cimeres de gràfic | Posicions cimeres de gràfic | Posicions cimeres de gràfic | Posicions cimeres de gràfic |
| Any  | Títol                                                             | Regne Unit                  | AUS                         | POT                         | NZ                          | EUA                         |
| ---- | ----------------------------------------------------------------- | --------------------------- | --------------------------- | --------------------------- | --------------------------- | --------------------------- |
| 1983 | "Speak like a Child "                                             | 4                           | 29                          | —                           | —                           | —                           |
| 1983 | "Money Go Round (Part 1)"                                         | 11                          | —                           | —                           | —                           | —                           |
| 1983 | "Long Hot Summer [Un] "Paris Match" (Doble cara A)                | 3                           | 28                          | 41                          | 12                          | —                           |
| 1983 | "A Solid Bond in Your Heart"                                      | 11                          | —                           | —                           | —                           | —                           |
| 1983 | ""Le Club Rouge" EP" [sols Australia promo 12"]                   | —                           | —                           | —                           | —                           | —                           |
| 1984 | "My Ever Changing Moods"                                          | 5                           | 70                          | 42                          | 32                          | 29                          |
| 1984 | "You're the Best Thing" / "The Big Boss Groove"(Doble cara A) [B] | 5                           | 17                          | 97                          | 7                           | 76                          |
| 1984 | "Shout to the Top!" [C]                                           | 7                           | 8                           | —                           | 6                           | —                           |
| 1984 | "Soul Deep" [D]                                                   | 24                          | —                           | —                           | —                           | —                           |
| 1984 | "It Just Came to Pieces in My Hands"                              | —                           | —                           | —                           | —                           | —                           |
| 1985 | "Walls Come Tumbling Down!"                                       | 6                           | 19                          | —                           | 15                          | —                           |
| 1985 | "Come to Milton Keynes"                                           | 23                          | —                           | —                           | —                           | —                           |
| 1985 | "The Lodgers"                                                     | 13                          | —                           | —                           | 47                          | —                           |
| 1985 | "Boy Who Cried Wolf" [E]                                          | —                           | 38                          | —                           | 21                          | —                           |
| 1985 | "(When You) Call Me" [E]                                          | —                           | 91                          | —                           | —                           | —                           |
| 1985 | "Internationalists" [Promo-Únic]                                  | —                           | —                           | —                           | —                           | —                           |
| 1986 | "Have You Ever Had It Blue"                                       | 14                          | —                           | —                           | 33                          | —                           |
| 1987 | "It Didn't Matter"                                                | 9                           | 48                          | —                           | 48                          | —                           |
| 1987 | "Waiting"                                                         | 52                          | —                           | —                           | —                           | —                           |
| 1987 | "Wanted"                                                          | 20                          | 98                          | —                           | —                           | —                           |
| 1987 | "Heavens Above" (EUA-únic sol) [E]                                | —                           | —                           | —                           | —                           | —                           |
| 1987 | "The Cost of Loving" [Japó-únic]                                  | —                           | —                           | —                           | —                           | —                           |
| 1987 | "Cafe Bleu" EP                                                    | —                           | —                           | —                           | —                           | —                           |
| 1987 | "The Birds & the Bs" EP                                           | —                           | —                           | —                           | —                           | —                           |
| 1987 | "Mick Talbot Is Agent 88" EP                                      | —                           | —                           | —                           | —                           | —                           |
| 1988 | "Life at a Top People's Health Farm "                             | 28                          | —                           | —                           | —                           | —                           |
| 1988 | "How She Threw It All Away" [F]                                   | 41                          | —                           | —                           | —                           | —                           |
| 1989 | "Promised Land"                                                   | 27                          | —                           | —                           | —                           | —                           |
| 1989 | "Long Hot Summer 89" (remix)                                      | 48                          | —                           | —                           | —                           | —                           |

### Vídeos i DVDs
- What We Did on Our Holidays – The Video Singles (1983)
- Far East & Far Out – Council Meeting In Japan (1984)
- What We Did the Following Year – The Video Singles (1985)
- Showbiz – The Style Council, Live! (1986)
- JerUSAlem (1987)
- Confessions of a Pop Group (1988)
- The Video Adventures of The Style Council (1989)
- Excerpts From The Style Council on Film (2002)
- The Style Council on Film (2003)
- Classic Style Council – The Universal Masters DVD Collection (2005)
- Live at Full House Rock Show (2006)

### Altres aspectes
Durant el seu temps amb Style Council, Paul Weller feu aparicions com a en altres enregistraments, les més notables:
- People In Progress – "This Is My Song" (1986) (en la qual, Dee C Lee també era convidat)
- Band Aid– "Do They Know It's Christmas?" (1984)